# Acide phtalique
L’acide phtalique est un acide dicarboxylique aromatique. Sa formule chimique est dénotée C6H4(COOH)2.
Avec l'acide isophtalique et l'acide téréphtalique, c'est l'un des trois isomère de l'acide benzènedicarboxylique..
Les phtalates sont un groupe de produits chimiques apparentés du point de vue de leur structure à l’acide phtalique.